# Notelmo de Cantuária
Notelmo de Cantuária (em inglês:  Nothhelm e Nothelm) foi um arcebispo de Cantuária anglo-saxão no período medieval. Um correspondente tanto de Beda quanto de São Bonifácio, foi Notelmo quem reuniu material em Cantuária para as obras históricas de Beda. Após a sua ascensão ao arcebispado em 735, ele se dedicou aos assuntos eclesiásticos, realizando inclusive concílios. Embora posteriormente ele tenha sido indicado como o autor de diversas obras, pesquisas posteriores demonstraram que o autor não era ele. Ele foi reconhecido como um santo ao morrer.

## Primeiros anos
Notelmo foi um contemporâneo de Bonifácio e de Beda, a quem ele forneceu correspondências da biblioteca papal após uma viagem a Roma. Ele também pesquisou a história de Câncio e das redondezas para Beda, provendo-lhe a informação através do abade da Abadia de Santo Agostinho em Cantuária. Antes de sua ascensão ao arcebispado, ele foi também o arcipreste da Catedral de São Paulo, construída pelos anglo-saxões em Londres.

## Arcebispado
Nomeado para a sé episcopal de Cantuária em 735, Notelmo foi consagrado neste mesmo ano e  o Papa Gregório III enviou-lhe o pálio no seguinte. Ele pode ter sido indicado por Etelbaldo, rei da Mércia, de quem ele era um conselheiro. Seja como for, Notelmo foi um dos vários mercianos que se tornaram arcebispo de Cantuária nas décadas de 730 e 740, numa expansão da influência mércia. Ele realizou um sínodo em 736 ou 737, que contou com a presença de nove bispos, com o objetivo de tratar da posse de uma disputa sobre a posse do mosteiro localizado em Withington[nota a]. Uma importante característica deste sínodo foi o fato de que nenhum rei esteve presente e, ainda assim, o resultado do julgamento foi considerado válido, mesmo sem a supervisão secular, o que era então mais usual.
Notelmo supervisionou a reorganização das dioceses mércias que ocorreu em 737. O arcebispo consagrou Vita como bispo de Lichfield e Tortelmo em Leicéstria, cuja diocese se firmou somente a partir desta ação, após tentativas anteriores de estabelecer ali uma sé episcopal.
Beda dedicou sua obra In regum librum XXX quaestiones a Notelmo, que havia feito as trinta perguntas sobre o livro dos Reis, respondidas por Beda. Outra obra do monge, De VIII Quastionibus, também pode ter sido escrita para Notelmo. No período de seu arcebispado, Bonifácio escreveu-lhe solicitando uma cópia do Libellus responsionum do Papa Gregório I para apoiar em seus esforços missionários. Bonifácio também solicitou informações sobre quando a Missão gregoriana teria chegado à Inglaterra. Este texto do Libellus responsionum tem sido objeto de alguma controvérsia, com o historiador Suso Brechter argumentando que o texto era uma falsificação criada por Notelmo e um arcediago romano. O historiador Paul Meyvaert refutou este ponto de vista e a maior parte dos historiadores acredita que o texto é genuíno, mesmo que isto ainda não tenha sido conclusivamente provado.

## Morte e legado
Notelmo morreu no dia 17 de outubro de 739 e foi enterrado na Catedral de Cantuária. Ele é considerado um santo e sua festa é comemorada no aniversário de sua morte. Os antiquários e escritores John Leland, John Bale e Thomas Tanner acreditavam que Notelmo era o autor de diversas obras, mas pesquisas posteriores revelaram que elas foram escritas por outros. Uma eulogia em verso em homenagem a Notelmo, de data incerta, sobreviveu num manuscrito do século XVI atualmente preservado na biblioteca do Palácio de Lambeth.